# Cosmin Frăsinescu
Cosmin Valentin Frăsinescu (Bacău, 10 febbraio 1985) è un ex calciatore rumeno, di ruolo difensore.

## Carriera

### Club
Ha giocato nella massima serie dei campionati rumeno ed azero.